# Jean Morin (artiste)
Pour les articles homonymes, voir Jean Morin et Morin.
Jean Morin, né vers 1605-1609 à Paris où il est mort en juin 1650, est un peintre et graveur français.

## Biographie
La date de naissance de Jean Morin n'est pas connue : on la situe entre 1605 et 1609, d'après ce qu'on sait de la vie de ses parents et son âge apparent sur le seul portrait connu de lui (ci-contre).
Son père Étienne Morin, maître peintre, meurt jeune (vers 1612-1615). Il avait épousé Marie Oignet (ou Houegnet, Vanier, Wanier etc.), sans doute originaire de Flandre. Jean a deux sœurs : Marie, restée célibataire (1611-1703) et Catherine (vers 1610-1672), qui épouse en 1631 Matthieu van Plattenberg, dit Mathieu de Plattemontagne, peintre originaire d'Anvers, membre fondateur de l'Académie royale de peinture et de sculpture et marguillier de la confrérie de la nation flamande à Saint-Germain-des-Prés en 1650. Leur fils (donc neveu de Jean Morin) est le peintre Nicolas de Plattemontagne ; tandis que leur fille Catherine épouse Philippe Vleughels et a pour enfant Nicolas Vleughels, membre de l'Académie, directeur de l'académie de France à Rome (1724-1737).
La seule mention de la formation de Morin se trouve dans les Notes manuscrites de Pierre-Jean Mariette, qui affirme qu'il a été élève de Philippe de Champaigne. On n'en a cependant aucune preuve et on ne connaît aucun tableau de lui. 
Il est possible qu'il ait voyagé en Italie (il grave notamment un portrait du cardinal Bentivoglio d'après Antoine Van Dyck qu'il aurait pu voir à Rome - son futur beau-frère Mathieu de Plattemontagne se trouvait à la Cour de Florence et ils auraient pu rentrer en France ensemble) mais ce ne sont que des suppositions.
Jean Morin n'a pas eu d'enfants et n'a probablement jamais été marié. Ses héritiers sont sa sœur Marie et son beau-frère Mathieu de Platemontagne.
Le seul document important dont nous disposions à son sujet est lié à son enterrement, qui a lieu le 4 juin 1650, veille de la Pentecôte. Ce décès est corroboré par la vente, peu après, des cuivres de l'Office de l'Église et de la Vierge. Sa date de décès est déjà bien établie par Jal et Herluison ; malgré cela les historiens hésitent souvent - peut-être car son nom est utilisé en excudit par sa sœur Marie, héritière du privilège.

## Œuvre

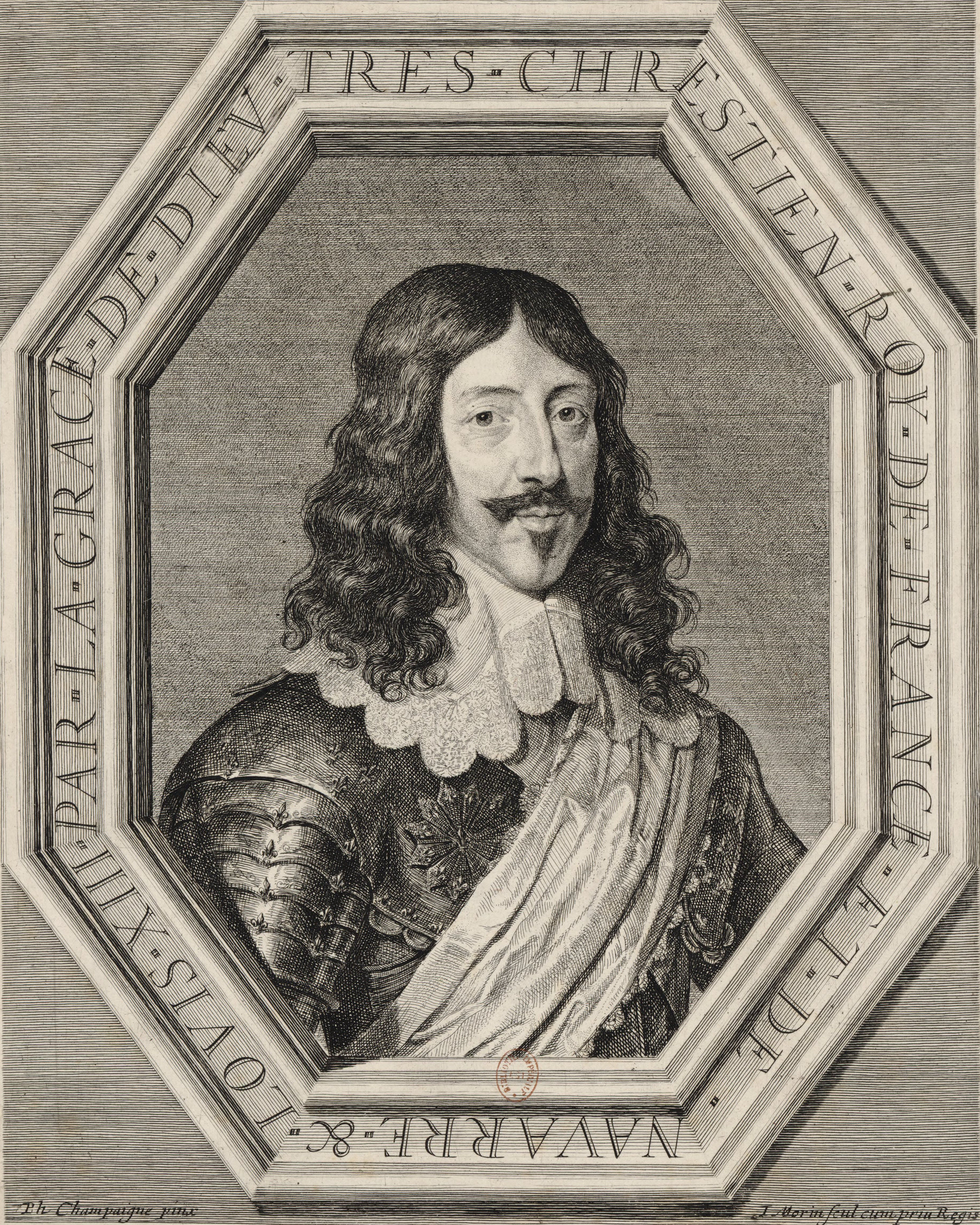
Portrait de Louis XIII d'après Philippe de Champaigne.

Son œuvre gravé se compose, selon Mazel, de 118 planches, qui ne sont pas datées et dont on ignore la chronologie relative. On y comprend six planches où n'apparaît pas son nom mais qui lui sont attribuées par Mariette et des planches qui portent son excudit (et ne sont donc pas forcément de lui, ayant même pu être publiées après sa mort par sa sœur). On y trouve :
- 50 portraits
- 34 sujets de dévotion
- 20 paysages
- 11 illustrations pour le livre
- 3 scènes de genre

La moitié de l'œuvre (soixante planches) est interprétée de Philippe de Champaigne.
Son originalité technique repose sur l'utilisation du pointillé granité (points, picots, virgules, sont juxtaposées afin de permettre d'obtenir un dégradé des tons avec plusieurs nuances de gris).
Nous ne savons rien de ses pensées ni de sa pratique mais il est possible qu'il ait été proche d'un milieu jansénisant. Michel de Marolles le présente comme particulièrement pieux ; il grave le portrait de nombreux jansénistes (Robert Arnauld d'Andilly, Jansenius, Saint-Cyran, le prince de Conti, Antoine Vitré etc. ; et surtout, il grave les sept planches de L'Office de l'Église et de la Vierge (1650), dit Heures de Port-Royal, sous la direction de Louis-Isaac Lemaistre de Sacy.

## Hommage
- Square Jean-Morin (Paris)